# Василёво (усадьба)
Архитектурно-этнографический музей «Василево» — музейный комплекс, расположенный на территории бывшей барской усадьбы, основанной в конце XVIII столетия служивыми дворянами Львовыми. архитектурно-художественный ансамбль конца XVIII — начала XIX веков. Усадьба расположена в Торжокском районе Тверской области, на берегу реки Тверцы, приблизительно в 3-4 км выше города Торжка. На базе усадьбы располагается музей деревянного зодчества. Рядом с усадьбой располагается деревня Василёво.
Является филиалом Тверского государственного объединённого музея.

## История усадьбы
Музей создан в 1976 году. От усадьбы уцелели двухэтажный флигель (перестроенная оранжерея) и уникальная гидротехническая система.
Усадьба принадлежала тверскому дворянину Д. Львову, для которого в конце XVIII века его дальним родственником, знаменитым архитектором, уроженцем Тверской губернии Н.А.Львовым и был построен главный дом. В настоящее время главный дом усадьбы не сохранился (сгорел), но на местности можно определить контуры бывшего строения по сохранившимся остаткам фундамента дома.
Сам музей создавался в 1976-1977 гг. по проекту архитектора А.В. Ополовникова.
На территории усадьбы сохранилась знаменитая липовая аллея, шедшая к главному дому усадьбы. Эта аллея является остатком от регулярной парковой части поместья. Уникальность липовой аллеи заключается в том, что ветки деревьев подрезались так, что кроны деревьев образовывали сплошной зелёный шатёр над проезжей частью аллеи.

## Валунный арочный мост
На территории усадьбы располагается каскад из трёх прудов, на ручье, спускающемуся к реке Тверце. На ручье архитектором Н.А. Львовым были выполнены запруды из камней и знаменитый стометровый арочный валунный мост с гротами, выполненный в технике архивольт, являющийся настоящим шедевром архитектурной мысли — «великолепная каменная симфония», как его называют поклонники творчества архитектора. В настоящее время мост получил широкую известность под именем «Чёртов мост» с лёгкой руки краеведа, который в 1960-е годы описывал имение в туристическом путеводителе и упомянул название острова на ручье — «Чёртов остров».
- Василёво. Валунный арочный мост архитектора Н.А. Львова. Общий вид.
- Василёво. Фрагмент валунного арочного моста. Главная арка моста.
- Василёво. Церковь Преображения (Вознесения). Постройка 1732 года.
- Церковь Преображения (Вознесения). Постройка 1732 года. Фрагмент
- Василёво. Часовня Архистратига Михаила. Постройка. XVIII век.

## Архитектурно-этнографический музей
На базе усадьбы «Василёво» в 1976 году был создан Государственный этнографический музей. Из разных районов Тверской области сюда были перевезены шедевры деревянного зодчества XVIII — начала XIX вв. В экспозицию музея входит около двух десятков памятников деревянной архитектуры.
Имеются и другие уникальные экспонаты, например, старинные камни-валуны раннехристианской эпохи из села Пречисто-Каменка Кувшиновского района с изображением креста и отпечатком «стопы Богородицы», по преданиям являвшейся жителям этих мест в XI веке.

## Памятники деревянного зодчества
Среди замечательных экспонатов деревянного зодчества, представленных в музее, особо стоит отметить церковь Преображения (1732) клетского типа, привезённую из погоста Спас На Сози (Калининский район), Знаменский храм (1742) и часовню Архистратига Михаила (середина XVIII в.).
Также весьма интересны и здания общегражданского и хозяйственного назначения, например, весьма интересно здание пожарного депо, перевезённое в музей из деревни Лаптиха Бежецкого района.